# Richard Schmidt-Cabanis

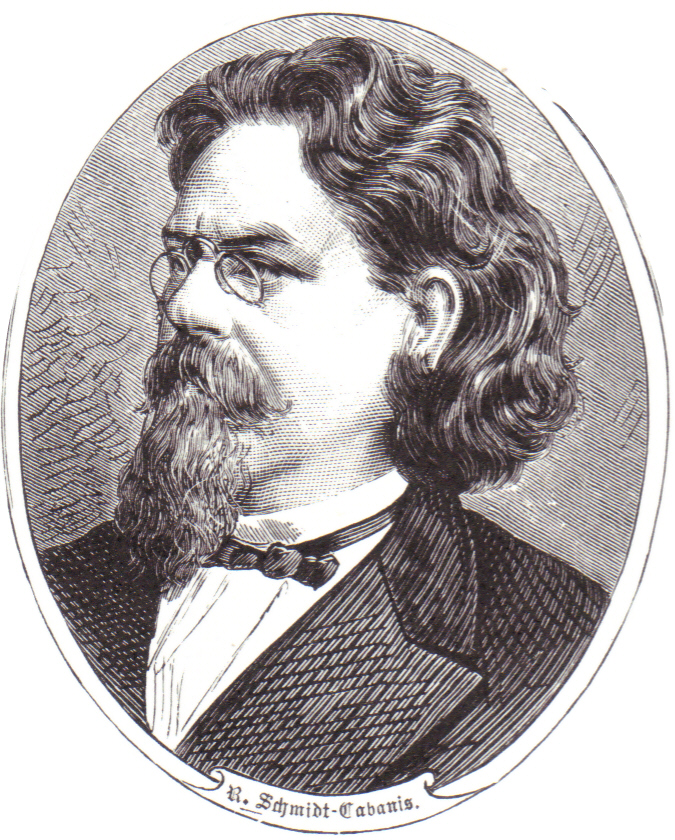
Richard Schmidt-Cabanis

Richard Schmidt-Cabanis (* 22. Juni 1838 in Berlin; † 12. November 1903 ebenda) war ein deutscher Schauspieler und Schriftsteller.

## Leben
Der Vater von Richard Schmidt-Cabanis war Kanzleirat in Berlin, seine Mutter entstammte der durch Willibald Alexis berühmt gewordenen französischen Familie Cabanis. Er besuchte das Friedrich-Wilhelms-Gymnasium in Berlin und später das Gymnasium in Dessau. Im Alter von 16 Jahren begann er eine Buchhändlerlehre. 1855 trat er als Volontär in ein Berliner Bankgeschäft ein.
Nachdem er bei dem Schauspieler Karl Gustav Berndal anderthalb Jahre lang Unterricht genommen hatte, begann er 1860 sein erstes Engagement in Köln und war bis 1862 an verschiedenen Bühnen tätig. Danach arbeitete er wieder im Buchhandel und legte 1862 das Buchhändlerexamen ab. Danach ging er erneut zur Bühne und trat in Marienburg, Graudenz, Thorn, Rostock, Köln, Straßburg und am Hoftheater zu Meiningen auf.
Er erkrankte an Gelenkrheumatismus und gab 1865 den Schauspielerberuf auf, weil sein rechter Arm gelähmt blieb. Nachdem der Rechtshänder während eines langen Krankenlagers in mühevoller Weise gelernt hatte, mit der linken Hand zu schreiben, begann er 1867, Beiträge für die Fliegenden Blätter und für die von Adolf Glaßbrenner geleitete Berliner Montags-Zeitung zu produzieren. Bei letzterer Zeitung wurde er 1869 Redakteur. Nach Glaßbrenners Tod leitete er das Blatt weitere neun Jahre lang. Zudem lieferte er Beiträge für den „Ulk“, das humoristische Beiblatt des Berliner Tageblatts, zunächst als freier Mitarbeiter, ab 1895 als Chefredakteur. Für den „Ulk“ erfand er Figuren wie die „Geheimrats-Jette“, den „Blinden Seher“, „Fritz Tintenflex“ und „Freiherr Kurt von Schnoddrigtum“, die regelmäßig ihre satirischen Auftritte hatten. Außerdem entfaltete er eine reiche literarische Produktion und veröffentlichte Novellen und humoristisch-satirische Skizzen, Kinderbücher und Gedichte.
Er war Freimaurer und Mitglied der Loge Zur siegenden Wahrheit in Berlin.
Als ein „körperlich schon lange Zermürbter, geistig nie Ermüdeter“, wie es der Nachruf des Berliner Tageblatts formulierte, starb Richard Schmidt-Cabanis am 12. November 1903 im Alter von 65 Jahren in Berlin an den Folgen einer Darmverschlingung. Bis zuletzt hatte er Beiträge für den „Ulk“ geliefert und die letzten davon erschienen erst nach seinem Tod. Beigesetzt wurde er auf dem Dreifaltigkeitsfriedhof I vor dem Halleschen Tor. Das Grab ist nicht erhalten.

## Werke (Auswahl)
- Verstimmte Akkorde. Zum Besten einer Klein-Dichter-Bewahr-Anstalt. Geseufzt von Richard Schmidt. Conrad, Berlin 1868; urn:nbn:de:hebis:30:4-230466.
- Hepp, Hepp! Oder die Meistersinger von Nürnberg. Große confessionell-socialdemokratische Zukunftsoper in 3 gegenwärtigen Acten. Erbe, Spremberg 1872 (Digitalisat).
- Nur aus Liebe. Possenspiel in zwei Aufzügen. Frei nach einer Winterfelsschen Novelle. Michaelson, Berlin 1872.
- Allerlei Humore. 1872. Digitalisat der 3. Auflage. Neuausgabe bei hansebooks, 2016, ISBN 978-3-7411-1613-1
- Was die Spottdrossel pfiff. Politisch-satirische Zeitgedichte. Janke, Berlin 1874 (Digitalisat).
- Der grosse Struwwelpeter für Kinder von 17 bis 77 Jahren. Mit Illustrationen von Julius Ehrentraut. Janke, Berlin 1876; urn:nbn:de:kobv:109-1-8112734.
- Veilchen und Meerrettig. Ein Strauss neuer Humore. Denicke, Berlin 1876.
- Zoolyrische Ergüsse. Ein Album zwei-, vier- und mehrfüssiger Dichtungen. Mit Illustrationen von Gustav Mützel. Denicke, Berlin 1876.
- Irren ist menschlich. Lustspiel in einem Akt. Michaelson, Berlin 1876.
- Der kleine Nibelungen-Knigge oder: Genus-reguläre Anweisung, wie man sich als Bayreuther Patron zu benehmen habe. Denicke, Berlin 1876. (Digitalisat)
- Wenn Frauen lächeln. Humoristische Novellen und Skizzen für und über die schönere Hälfte des Menschengeschlechts. Denicke, Berlin 1876.
- Buntes Nichts. Heitere Skizzen und Lebenerinnerungen. Hoffmann & Ohnstein, Leipzig 1879 (hathitrust.org).
- Wechselnde Lichter. Gesammelte Gedichte und poetische Vorträge, Moeser, Berlin 1881.
- Adolf Glaßbrenner. Eine biographisch-literarhistorische Skizze. Hofmann, Berlin 1881; urn:nbn:de:hebis:30:2-250599.
- Allerlei nette Pflanzen. Heitere Kinderlieder aus Wald und Feld, von Wiesenflur und Garten. Illustrationen von Lothar Meggendorfer. Braun & Schneider, München 1882. Neuausgabe: Pawlak, Herrsching 1987, ISBN 3-88199-366-5.
- Die Jungfernrede. Eine tragische Reichstagswahlgeschichte ohne Politik. Illustrationen von Hermann Scherenberg. Eckstein, Berlin 1883.
- Auf der Bazillenschau. Zeitgleiche Forschungen durchs satyrische Mikroskop.  Steffens, Leipzig 1885.
- Brumm-Stimmen der Zeit. Lustiges und Unlustiges aus Papa Kronos’ Liederfibel. Eckstein, Berlin 1886.
- Pessimistbeetblüten jüngstdeutscher Lyrik. Pfeilstücker, Berlin 1887; Textarchiv – Internet Archive.
- Die Frau von Mehreren. Psychiatrisch-atavistisch-bigamisch-metaphysisch-maritimes Ur-Schauspiel in fünf Abtheilungen für Unheilbare, nach Henrik Ibsen’s „Frau vom Meere“. Lazarus, Berlin 1889 (hathitrust.org).
- Nervöse Humoresken. Mit Illustrationen von Wilhelm Sprenger. Lazarus, Berlin 1889.
- Der Lustige Baedeker Bd. V. - Vollständiger humoristisch-poetischer Führer durch Berlin. Levy & Müller, Stuttgart 1890. Neuausgabe: Zentralantiquariat, Leipzig 1985.
- Lachende Lieder. Neue Gedichte. Boll, Berlin 1892 (hathitrust.org)
- Pythia-Kalender. Politisch-social-artistische Wetterprophezeiungen für das gemeine Jahr 1882. Freund, Berlin 1882.
- Skat-Album. Zwölf Originalzeichnungen von Otto Andres. Mit Dichtungen von Richard Schmidt-Cabanis. J. J. Weber, Leipzig 1896. (Digitalisat)
- Humoristisch-satirischer Krimskrams aus dem Bazar der Kunst und der Marktbude des Lebens. Freund & Jeckel, Berlin 1896; urn:nbn:de:kobv:109-1-15418030.
- Geheimraths-Jette’s Poesie-Album. Vom Dichter-Herd einer Berliner 'Dienenden für Alles'. Steinitz, Berlin 1896.
- Stechpalmenzweige. Bewaffnete Friedensdichtungen. Boll, Berlin 1899.